# Fort Edmonton

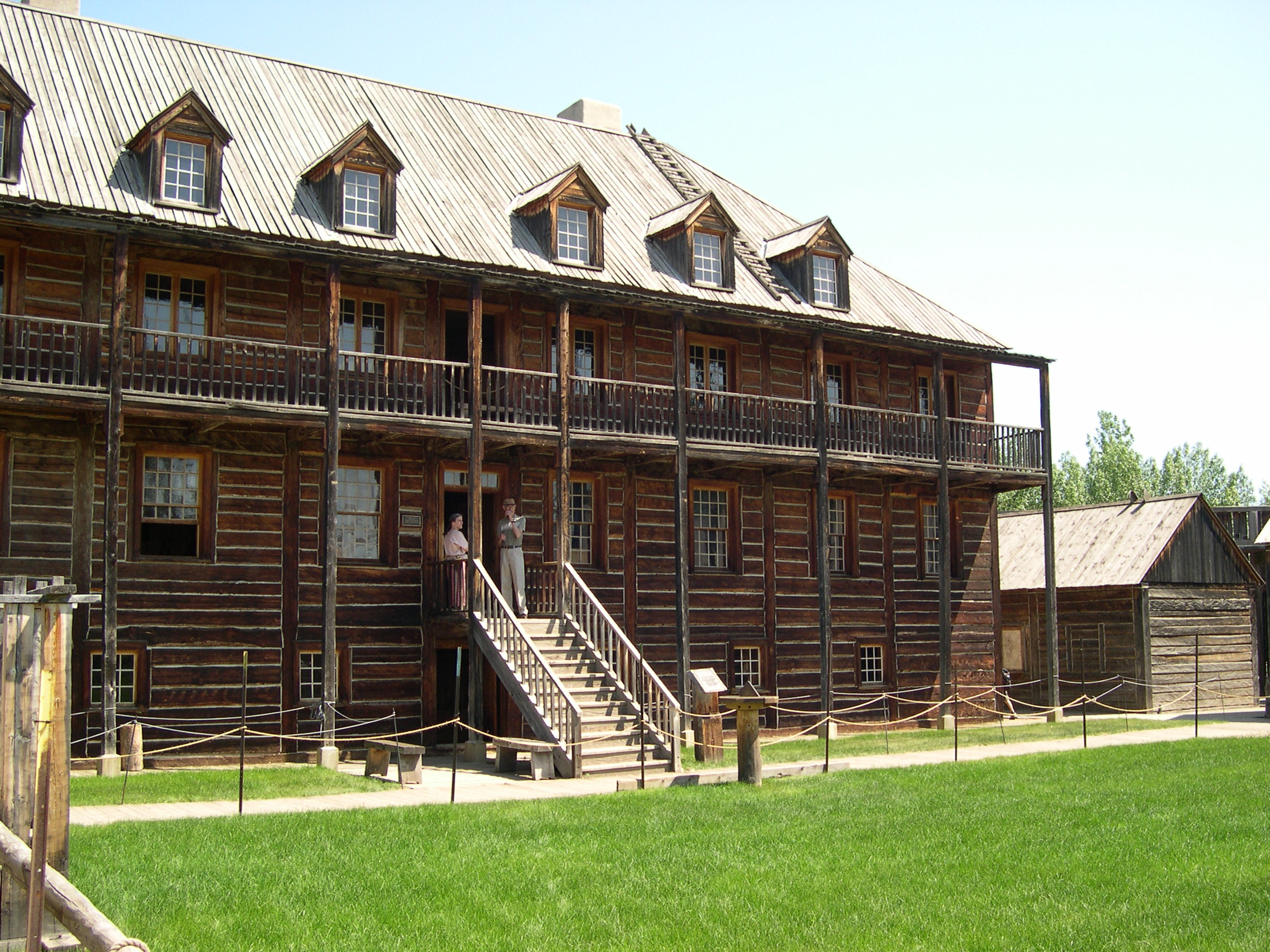
Maison du commerçant en fourrures John Rowand (1787-1854), dans l'actuel Fort Edmonton Park d'Edmonton.

Fort Edmonton est le nom d'une série de postes de traites pour la compagnie de la Baie d'Hudson de 1795 à 1891, tous localisé au centre de la province de l'Alberta au Canada. C'était la fin de la route des Métis pour la Colonie de la rivière Rouge et un arrêt important pour la York Factory Express (un ensemble de relais exploité par la Compagnie de la Baie d'Hudson au début du XIXe siècle, entre York Factory et Fort Vancouver).
Le cinquième et dernier Fort Edmonton devint la ville d'Edmonton d'aujourd'hui. Il est dans le parc du Fort Edmonton.
Fort Edmonton fut aussi appelé Fort-des-Prairies, par les Canadiens et coureurs des bois, et les Crees au 19e siècle,.